# Cal Clutterbuck
Pascal William "Cal" Clutterbuck, född 18 november 1987, är en kanadensisk professionell ishockeyspelare som spelar för New York Islanders i NHL. Han har tidigare representerat Minnesota Wild.
Clutterbuck draftades i tredje rundan i 2006 års draft av Minnesota Wild som 72:a spelare totalt.